# Mohon
Mohon (tiếng Breton: Mozhon) là một xã ở tỉnh Morbihan trong vùng Bretagne tây bắc Pháp. Xã này có diện tích 37,83 km², dân số năm 1999 là 898 người. Khu vực này có độ cao từ 47-126 mét trên mực nước biển.
Cư dân của Mohon danh xưng trong tiếng Pháp là Mohonnais.